# Kajsa Gordan
Kajsa Gordan (født 3. juli 1958) er en svensk børnebogsforfatter. Hun debuterede i 2008 med bogen Kärlek & Dynamit og har siden skrevet en række bøger, såvel billedbøger som krimier for børn. Fra 2011 til 2014 var hun medlem af det svenske forfatterforbunds sektionsstyrelse for børne- og ungdomsforfattere, de to sidste år som formand.